# Formula nemuririi (colecție de povestiri)
Formula nemuririi: Povestiri științifico-fantastice sovietice (rusă Формула бессмертия) este o colecție de povestiri științifico-fantastice sovietice din 1967 care a apărut la Editura Tineretului în Colecția SF. Povestirile au fost traduse de Igor Block. Antologia a fost publicată într-un tiraj de 18.140 de exemplare. Titlul colecției este dat de povestirea lui Anatoli Dneprov apărută în 1962/3.
Colecția Formula nemuririi a fost întocmită după:
- Almanahul Lumea aventurilor (Мир приключений) nr. 11, Moscova 1965
- Antologia Fantastika (Фантастика) din 1963; 1/1965, 2/1965 și 3/1965
- Anatoli Dniprov - colecția Formula nemuririi (Формула бессмертия), Moscova, 1963
- Revista Căutătorii (Искатели) 1/1961
- Sever Gansovski - colecția Pași spre Necunoscut   (Шаги в неизвестное) Moscova, 1963
- Valentina Juravliova - Făuritorul Atlantidei (Человек, создавший Атлантиду - Omul care a creat Atlantida), Editura "Literatura pentru copii" (Детгиз), Moscova 1963;

## Cuprins

### Zvăpăiații
Povestirea „Zvăpăiații” (Шальная компания - Companie nebună) de G. Altov a apărut prima dată în Almanahul Lumea aventurilor nr. 11. Inventatorii sunt oameni ciudați care de obicei diferă de oamenii obișnuiți. Atunci când mai mulți inventatori incorigibili încep o companie nebună ... lumea se poate aștepta la orice.

### Formula nemuririi
Povestirea „Formula nemuririi” (Формула бессмертия) de Anatoli Dneprov a apărut prima dată în revista Cunoașterea este putere (Знание-сила), nr. 9, 1962. Problema creșterii artificiale a ființelor vii, inclusiv a omului, are nu numai aspecte pur științifice și tehnice, ci este mai mult legată de moralitatea și etica științifică a cercetătorului.

### Secretul elin
Povestirea „Secretul elin” (sau „Secretul elen”) (Эллинский секрет) de Ivan Efremov a fost scrisă în 1943 și a apărut prima dată în 1966 în antologia omonimă (alături de povestiri de Ray Bradbury, Robert Heinlein sau Serghei Snegov). Profesorul Faintsimmer și-a dedicat toată viața cercetării psihicului uman. Acesta visează în secret să facă o descoperire în domeniul științei. Este abordat de locotenentul Leontieev, care a fost în război și a fost rănit la braț. Leontieev este sculptor și dorește să surprindă imaginea iubitei sale în fildeș, dar diferite viziuni și halucinații despre Grecia antică îl sperie. Se întreabă ce sunt aceste viziuni, experiențe ale strămoșilor săi sau moștenirea antichității?  Profesorul  Fainzmmer are o șansă de a dovedi existența memoriei transmisă din generație în generație.

### Mișa Peorîșkin și Antilumea
Povestirea „Mișa Peorîșkin și Antilumea” (Миша Пёрышкин и антимир) de Sever Gansovski a apărut prima dată în Ural Pathfinder (Уральский следопыт) nr. din 1963. Mișa Peorîșkin este un fotograf care a intrat în contact cu anti-lumea.

### Băiatul
Povestirea „Băiatul” (Мальчик) de Ghennadi Gor a apărut prima dată în Fantastika (Фантастика), Ediția a II-a, 1965. Profesorul a citit un eseu al unui elev care a descris în detaliu cum s-a născut un băiat și a trăit într-o navă spațială extraterestră care zbura spre Pământ. A fost atât de neobișnuit încât a uimit colegii de clasă, deoarece elevii au scris întotdeauna eseuri despre natură, prieteni, părinți. Prin urmare, toată lumea a vrut să rezolve această ghicitoare.

### Corectiv „X”
«Corectiv „X”» (Поправка на икс) de Valentina Juravliova a apărut prima dată în  "Komsomolskaya Pravda", 5 februarie 1961. Povestire despre studiul transferului de gânduri la mare distanță prin intermediul ritmului de culori. S-a detectat radiație Zeta în sistemul stelar Alcor și Mizar.

### Experiența
Povestirea „Experiența”  (Эксперимент) de Rimma Kazakova (ru:Казакова, Римма Фёдоровна) a apărut prima dată (împreună cu povestirea "Soțul străin") în revista Schimbarea («Смена»)  nr. 22 din 1965. A fost retipărită în antolgia Fantastika (Фантастика) din 3/1965.  O fată dură, Mariana, șefa secretariatului academic al institutului, a fost vizitată de un angajat al unei organizații asociate care i-a propus să efectueze un experiment promițător, dar periculos. Mariana trebuia să refuze efectuarea acestui experiment dar singurul lucru pe care Mariana nu-l cunoște este că experimentul a început deja...

### Un bulgăr de zăpadă
„Un bulgăr de zăpadă” (Снежок) de Yeremey Parnov & Mihail Emțev a apărut prima dată în 1963, în antologia Fantastika (Фантастика) din 1963. Despre călătoria în timp,  nu prea departe - doar câteva luni.

### Podul
„Podul” (Мост) este o povestire de Igor Rosohovatski (ru:Росоховатский, Игорь Маркович). Patru pământeni ajung pe o planetă extraterestră. În fața lor, după un pârâiaș roșu-violet se aflau cuburi deasupra cărora țâșneau mici fulgere verzi. Solii Pământului încercă să comunice cu acestea pentru a afla dacă sunt ființe vii.  

### Călători în Univers
Povestirea „Călători în Univers”  a fost scrisă de Arkadi și Boris Strugațki. 

### Hotărăște-te, pilotule
Povestirea „Hotărăște-te, pilotule” (Решайся, пилот!) de Ilia Varșavski a apărut prima dată în 1965 în antologia Fantastika (Фантастика).  Fostul pilot experimentat de nave spațiale, Viktor Klimov, lucrează acum ca al doilea pilot de rezervă... Deodată apare unica șansă să zboare din nou: dispecerul îi spune că trebuie urgent să înlocuiască cel de-al doilea copilot al unei nave fără pasageri către planeta Marte. Nava pornește, totul este normal și, după un timp, primul pilot Pritchard merge la culcare, lăsând nava pe mâna lui Klimov. Dintr-o dată, o explozie zguduie nava, care rămâne fără electricitate și oxigen timp de două ore... Este totul un vis sau realitate?

### Mașina eternă
„Mașina eternă” (Вечная машина, alte denumiri: Несущие вечность; Бациллус террус - Bacillus Terrus) este o povestire a cuplului de scriitori Boris Zubkov și Evgheni Muslin (Борис Зубков и Евгений Муслин), a apărut prima dată în antologia Fantastika din 1965, ediția 1 (Фантастика, 1965. Выпуск 1). Întregul trecut al omenirii este înregistrat în metal - în bronz, monede, medalii, bijuterii, unelte. Există metal peste tot, chiar și în vopselele cu care s-au pictat imagini sau au fost tipărite cărți. Toate acestea pot fi restaurate. Aceste cunoștințe devin disponibile oamenilor după studierea unei bacterii Bacillus Terrus care trăiește în metal.

## Legături externe
- en  Istoria publicării lucrării Formula nemuririi la Internet Speculative Fiction Database
- Coperta cărții

## Vezi și
- Lista cărților științifico-fantastice publicate în România
- Literatura științifico-fantastică în Rusia